# Skævinge kommun
Skævinge kommun var till och med 2006 en kommun i Frederiksborg amt i östra Danmark. Kommunen hade 5 886 invånare (2004) och en yta på 68,44 km². Skævinge var centralort.
Kommunen gick vid danska kommunreformen 2007 upp i Hillerøds kommun.

## Borgmästare
- Kaj Sommer Larsen, 1 april 1970–31 mars 1978[1]
- Finn Hansen, 1 april 1978–2004[1]
- Ole Roed Jakobsen, 2004–31 december 2006[1]

Denna lista hämtas från Wikidata. Informationen kan ändras där.